# Pseudochazara atambegi
Pseudochazara atambegi är en fjärilsart som beskrevs av Colin W. Wyatt och Keiichi Omoto 1966. Pseudochazara atambegi ingår i släktet Pseudochazara och familjen praktfjärilar. Inga underarter finns listade i Catalogue of Life.